# Бокс на Європейських іграх 2019 – 49 кг (чоловіки)
Змагання з боксу в чоловічій категорії 49 кг на Європейських іграх 2019 у Мінську відбулися з 23 по 30 червня в Палаці Спорту в Уріччі.

## Розклад
Всі часи подані за Східноєвропейським часом (UTC+3)
| Дата                     | Час   | Змагання |
| ------------------------ | ----- | -------- |
| Неділя, 23 червня 2019   | 14:00 | 1/8      |
| Вівторок, 25 червня 2019 | 19:00 | 1/4      |
| П'ятниця, 28 червня 2019 | 20:00 | 1/2      |
| Неділя, 30 червня 2019   | 12:45 | Фінал    |

## Результати
| Золото                    | Срібло                     | Бронза                  | Бронза                |
| ------------------------- | -------------------------- | ----------------------- | --------------------- |
| Артур Оганесян · Вірменія | Сахіл Алахвердові · Грузія | Федеріко Серра · Італія | Реган Делі · Ірландія |

|  | 1/8 23 червня                 | 1/8 23 червня                 | 1/8 23 червня |  |  | 1/4 25 червня                 | 1/4 25 червня                 | 1/4 25 червня             |   |                            | 1/2 28 червня              | 1/2 28 червня              | 1/2 28 червня |  |  | Фінал 30 червня | Фінал 30 червня | Фінал 30 червня |
|  |                               |                               |               |  |  |                               |                               |                           |   |                            |                            |                            |               |  |  |                 |                 |                 |
|  | Салах Ібрагім · Німеччина     | Салах Ібрагім · Німеччина     | 2             |  |  |                               |                               |                           |   |                            |                            |                            |               |  |  |                 |                 |                 |
|  | Сахіл Алахвердові · Грузія    | Сахіл Алахвердові · Грузія    | 3             |  |  | Сахіл Алахвердові · Грузія    | Сахіл Алахвердові · Грузія    | 3                         |   |                            |                            |                            |               |  |  |                 |                 |                 |
|  | Акель Ахмед · Велика Британія | Акель Ахмед · Велика Британія | 5             |  |  | Акель Ахмед · Велика Британія | Акель Ахмед · Велика Британія | 2                         |   |                            |                            |                            |               |  |  |                 |                 |                 |
|  | Якуб Сломінський · Польща     | Якуб Сломінський · Польща     | 0             |  |  |                               |                               |                           |   | Сахіл Алахвердові · Грузія | Сахіл Алахвердові · Грузія | 3                          |               |  |  |                 |                 |                 |
|  | Федеріко Серра · Італія       | Федеріко Серра · Італія       | 5             |  |  |                               | Федеріко Серра · Італія       | Федеріко Серра · Італія   | 2 |                            |                            |                            |               |  |  |                 |                 |                 |
|  | Тінко Банабаков · Болгарія    | Тінко Банабаков · Болгарія    | 0             |  |  | Федеріко Серра · Італія       | Федеріко Серра · Італія       | 5                         |   |                            |                            |                            |               |  |  |                 |                 |                 |
|  | Руфат Гусейнов · Азербайджан  | Руфат Гусейнов · Азербайджан  | 4             |  |  | Руфат Гусейнов · Азербайджан  | Руфат Гусейнов · Азербайджан  | 0                         |   |                            |                            |                            |               |  |  |                 |                 |                 |
|  | Давид Алавердян · Ізраїль     | Давид Алавердян · Ізраїль     | 0             |  |  |                               |                               |                           |   |                            | Сахіл Алахвердові · Грузія | Сахіл Алахвердові · Грузія | 1             |  |  |                 |                 |                 |
|  | Назар Куротчин · Україна      | Назар Куротчин · Україна      | 0             |  |  |                               | Артур Оганесян · Вірменія     | Артур Оганесян · Вірменія | 4 |                            |                            |                            |               |  |  |                 |                 |                 |
|  | Мартін Моліна · Іспанія       | Мартін Моліна · Іспанія       | 5             |  |  | Мартін Моліна · Іспанія       | Мартін Моліна · Іспанія       | 1                         |   |                            |                            |                            |               |  |  |                 |                 |                 |
|  | Батор Сагалуєв · Росія        | Батор Сагалуєв · Росія        | 0             |  |  | Реган Делі · Ірландія         | Реган Делі · Ірландія         | 4                         |   |                            |                            |                            |               |  |  |                 |                 |                 |
|  | Реган Делі · Ірландія         | Реган Делі · Ірландія         | 5             |  |  |                               |                               |                           |   | Реган Делі · Ірландія      | Реган Делі · Ірландія      | 2                          |               |  |  |                 |                 |                 |
|  | Аттіла Бернат · Угорщина      | Аттіла Бернат · Угорщина      | 2             |  |  |                               | Артур Оганесян · Вірменія     | Артур Оганесян · Вірменія | 3 |                            |                            |                            |               |  |  |                 |                 |                 |
|  | Космін Гирляну · Румунія      | Космін Гирляну · Румунія      | 3             |  |  | Космін Гирляну · Румунія      | Космін Гирляну · Румунія      | 1                         |   |                            |                            |                            |               |  |  |                 |                 |                 |
|  | Артур Оганесян · Вірменія     | Артур Оганесян · Вірменія     | 5             |  |  | Артур Оганесян · Вірменія     | Артур Оганесян · Вірменія     | 4                         |   |                            |                            |                            |               |  |  |                 |                 |                 |
|  | Євгеній Кармільчик · Білорусь | Євгеній Кармільчик · Білорусь | 0             |  |  |                               |                               |                           |   |                            |                            |                            |               |  |  |                 |                 |                 |